# Pottschach
Pottschach [ˈpɔtˌʃax] ist eine Katastralgemeinde und mit 5057 Einwohnern die zweitgrößte Ortschaft von Ternitz im Bezirk Neunkirchen in Niederösterreich. Pottschach liegt auf 427 m ü. A. Bis 1973 war Pottschach eine eigenständige Gemeinde, ehe sie im Zuge der niederösterreichischen Gemeindereform der Stadtgemeinde Ternitz eingegliedert wurde.

## Geographie
Pottschach liegt am südlichen Ende des Wiener Beckens. Es erstreckt sich vom Schwarzaufer bis zu den Ausläufern des Schneeberggebietes. Der Ortskern liegt auf 427 m Seehöhe. Der Ort grenzt an die Gemeinden Buchbach, Bürg-Vöstenhof, Grafenbach-Sankt Valentin und Wimpassing im Schwarzatale sowie an die Orte Ternitz, Putzmannsdorf und Holzweg. Pottschach wird im Norden durch den Gfieder (609 m) und im Nordwesten durch den Kohlberg (708 m) begrenzt. Außerdem befindet sich im Südwesten der Burgstall mit dem Kalvarienberg.
Im Osten wird Pottschach durch die Schwarza begrenzt. Außerdem teilt die Südbahn den Ort in einen West- und einen Ostteil.

### Ortsgliederung
- Altpottschach mit Neudörfl und Sonnleiten
- Siedlung I
- Siedlung II
- Siedlung III
- C.-F.-Rüger-Siedlung

### Klima
|                        | Jan  | Feb  | Mär  | Apr  | Mai  | Jun  | Jul  | Aug  | Sep  | Okt  | Nov  | Dez  |   |      |
| Mittl. Temperatur (°C) | −0,7 | 0,6  | 4,5  | 9,4  | 14,4 | 17,6 | 19,7 | 18,9 | 14,3 | 9,3  | 4,0  | 0,2  | ⌀ | 9,4  |
| Mittl. Tagesmax. (°C)  | 4,1  | 6,2  | 10,2 | 15,6 | 20,6 | 23,5 | 26,0 | 25,6 | 20,8 | 15,5 | 8,7  | 4,5  | ⌀ | 15,2 |
| Mittl. Tagesmin. (°C)  | −4,3 | −3,3 | 0,5  | 4,4  | 8,9  | 12,0 | 13,9 | 13,7 | 9,8  | 5,3  | 0,8  | −3,0 | ⌀ | 4,9  |
|                        |      |      |      |      |      |      |      |      |      |      |      |      |   |      |
| Niederschlag (mm)      | 30   | 33   | 51   | 42   | 91   | 113  | 87   | 102  | 70   | 52   | 48   | 40   | Σ | 759  |
|                        |      |      |      |      |      |      |      |      |      |      |      |      |   |      |
| Luftfeuchtigkeit (%)   | 63,5 | 56,0 | 52,4 | 47,0 | 50,8 | 51,7 | 48,8 | 50,6 | 54,4 | 58,3 | 65,8 | 67,2 | ⌀ | 55,5 |

| −4,3 |

| −3,3 |

| 0,5 |

| 4,4 |

| 8,9 |

| 12,0 |

| 13,9 |

| 13,7 |

| 9,8 |

| 5,3 |

| 0,8 |

| −3,0 |

| −4,3 |

| −3,3 |

| 0,5 |

| 4,4 |

| 8,9 |

| 12,0 |

| 13,9 |

| 13,7 |

| 9,8 |

| 5,3 |

| 0,8 |

| −3,0 |

## Geschichte

Pottschach im Schwarzatal, um 1873 (Aufnahmeblatt der 3. Landesaufnahme, Mitte rechts)

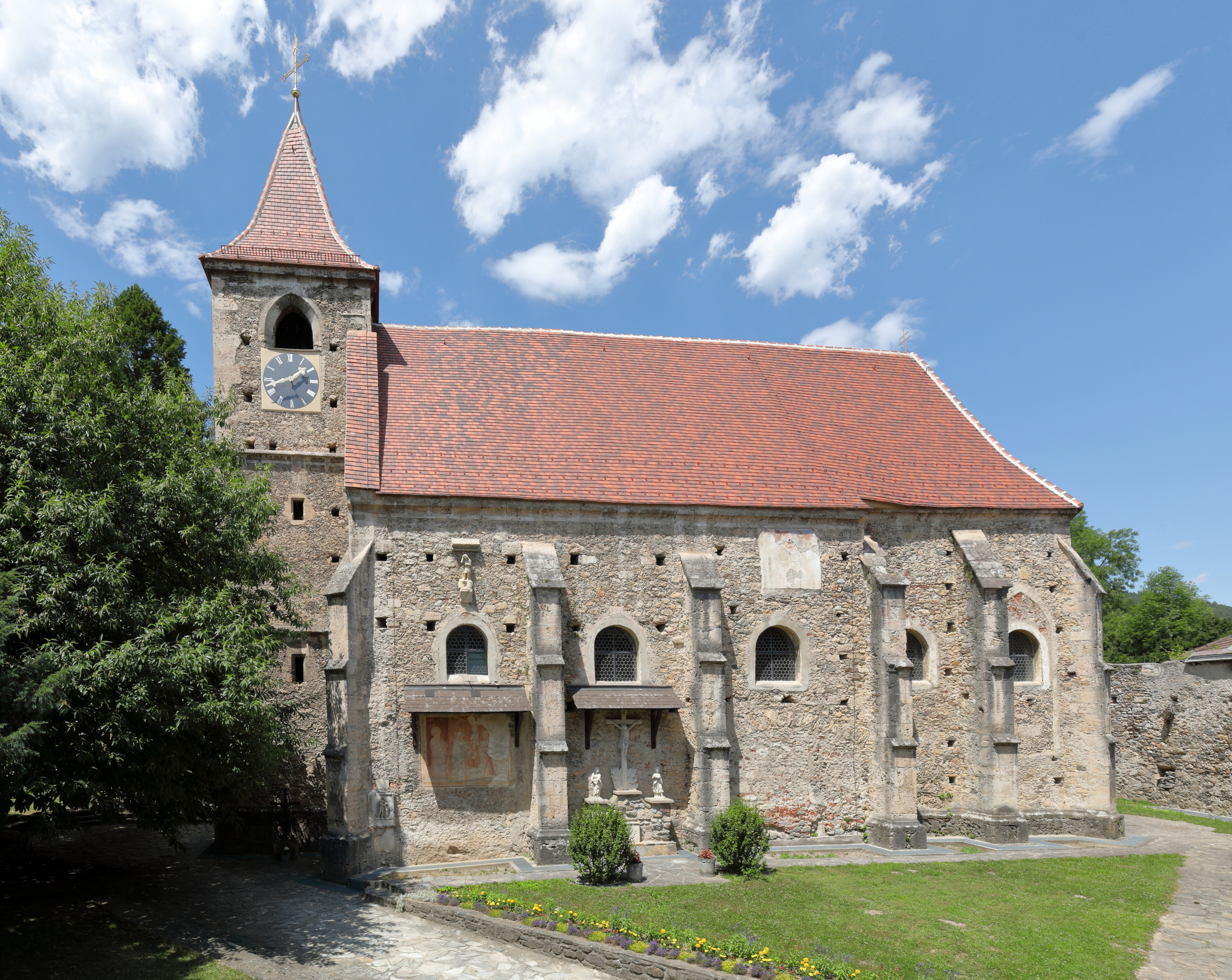
Die Pfarrkirche

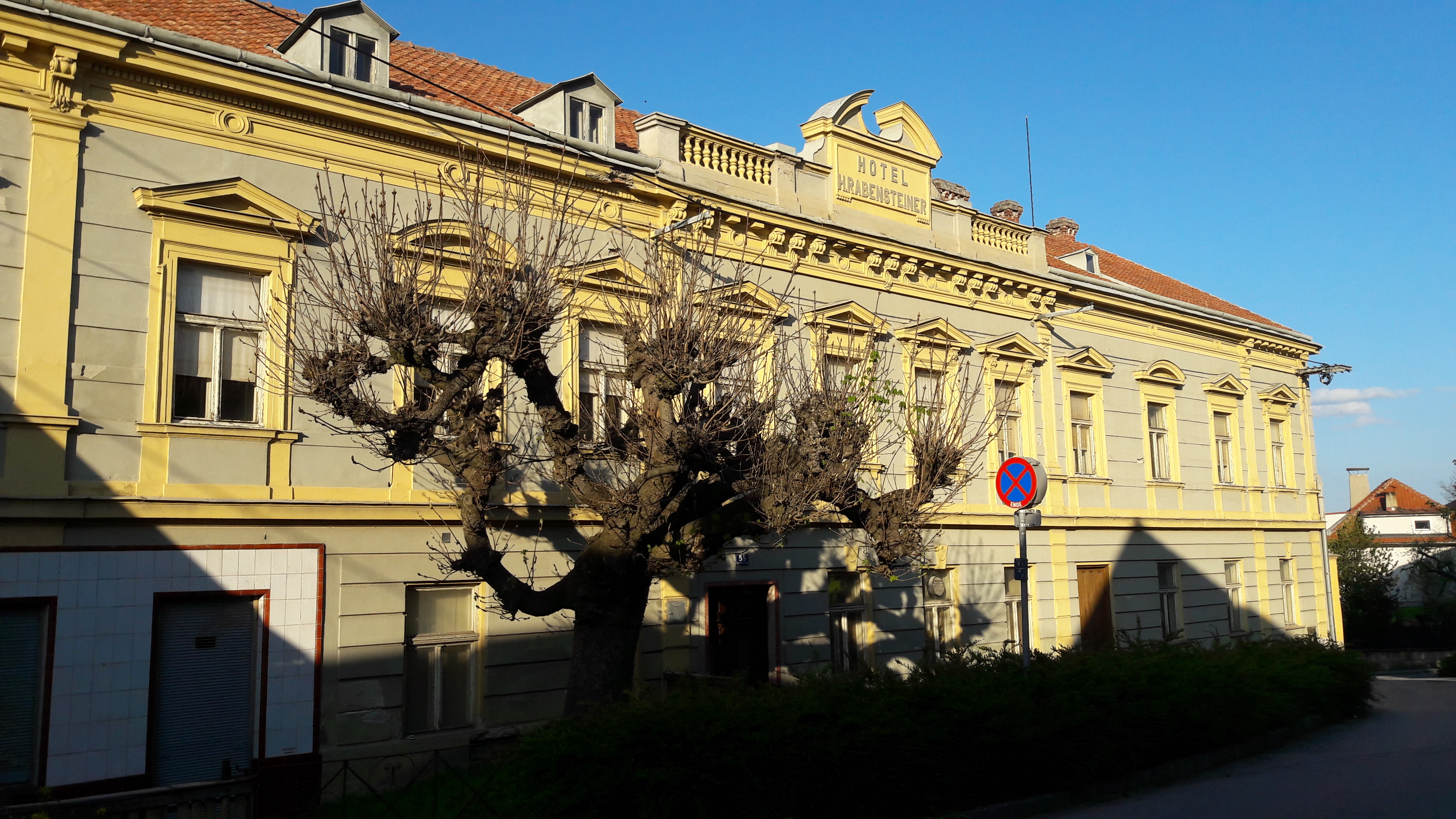
Hotel Rabensteiner in Pottschach

Pottschach wurde 1094 erstmals urkundlich erwähnt. Es leitet sich vom alten Wort Botsaha oder Botsach ab, welches „verbotenes Wasser“ oder „Bannwasser“ bedeutet. Das heißt, dass die Untertanen nicht fischen durften. Der Ort bestand aber schon viel früher. Es wurden auf Pottschacher Gebiet steinzeitliche Werkzeuge gefunden. 600 n. Chr. befand sich auf dem Purgstall in Pottschach eine Wehranlage. Durch Funde alter Mauern in der Pfarrkirche konnte nachgewiesen werden, dass schon im 9. Jahrhundert eine karolingische Kirche bestand. Diese wurde um das Jahr 1500 in eine gotische Kirche umgebaut, und 1520 wurde der 25 m hohe Turm errichtet. Im 17. Jahrhundert wurde die Kirche barockisiert.
Das Schloss Pottschach wurde im 16. Jahrhundert unter Bernhard Ursenbeck als Wasserschloss errichtet.
Seit 1864 war Pottschach eine Gemeinde. Die Katastralgemeinden waren Pottschach, Putzmannsdorf und Holzweg.
Im 19. und Anfang des 20. Jahrhunderts war Pottschach eine beliebte Sommerfrische im südlichen Niederösterreich. Gefördert wurde dies durch den Bau der Südbahn, an die Pottschach 1842 angeschlossen wurde. Viele Sommergäste wohnten entweder im Hotel Rabensteiner oder bauten sich Villen. Noch heute stehen in Pottschach viele dieser Villen, die von einem ehemaligen Urlaubsort zeugen, das Hotel Rabensteiner steht seit vielen Jahren leer.

## Bevölkerungsentwicklung
Gemeinde Pottschach (Katastralgemeinden Pottschach, Holzweg und Putzmannsdorf)
- 1854:            794 Einwohner
- 1880:           1465 Einwohner
- 1934:           2368 Einwohner
- 1947:           4320 Einwohner
- 1951:           4664 Einwohner
- 1961:           5074 Einwohner
- 1971:           5506 Einwohner

## Bildung
Volksschule
In Pottschach gab es schon im 16. Jahrhundert eine Schule. Bis 1880 gab es eine einklassige Volksschule. Danach wurde eine mehrklassige Volksschule gebaut. Außerdem befand sich in der Pappenfabrik Lautner eine Sonntagsschule für die Kinder der Arbeiter. Als die Schülerzahlen anstiegen, wurde 1969 eine neue Volksschule gebaut, die heutige Dr. Adolf Schärf-Volksschule.
In der Kreuzäckergasse wurde außerdem 1998 eine zusätzliche Volksschule errichtet, die Volksschule Kreuzäckergasse.
Hauptschule
1955 wurde in Pottschach eine eigene Hauptschule errichtet. Diese besteht heute noch und wurde in eine Neue Mittelschule (NMS) umgewandelt.
Kindergarten
Heute gibt es in Pottschach drei Kindergärten:
- den Pfarrkindergarten Pottschach
- den Landeskindergarten Pottschach
- den Kindergarten in der Kreuzäckergasse

## Sehenswürdigkeiten

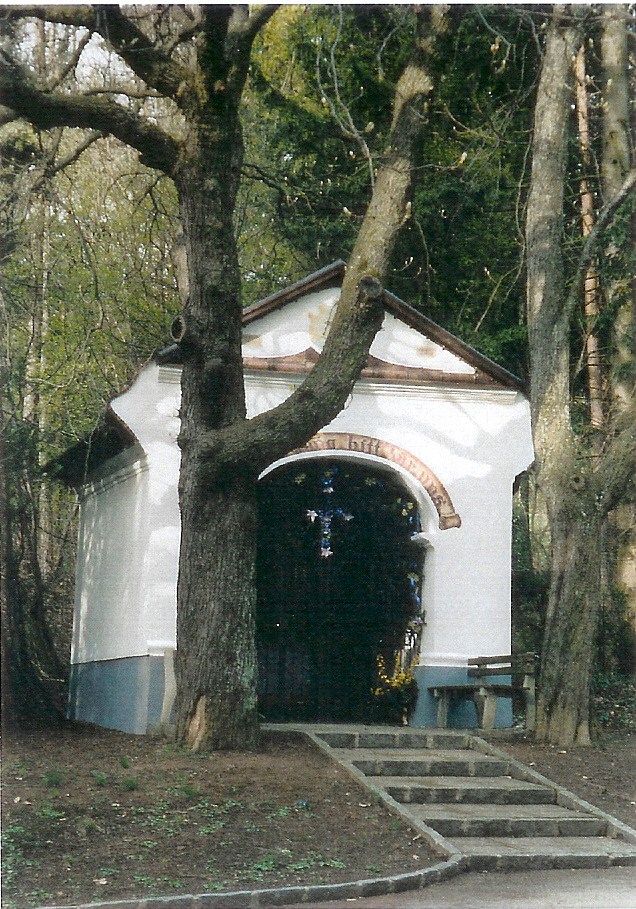
Annakapelle

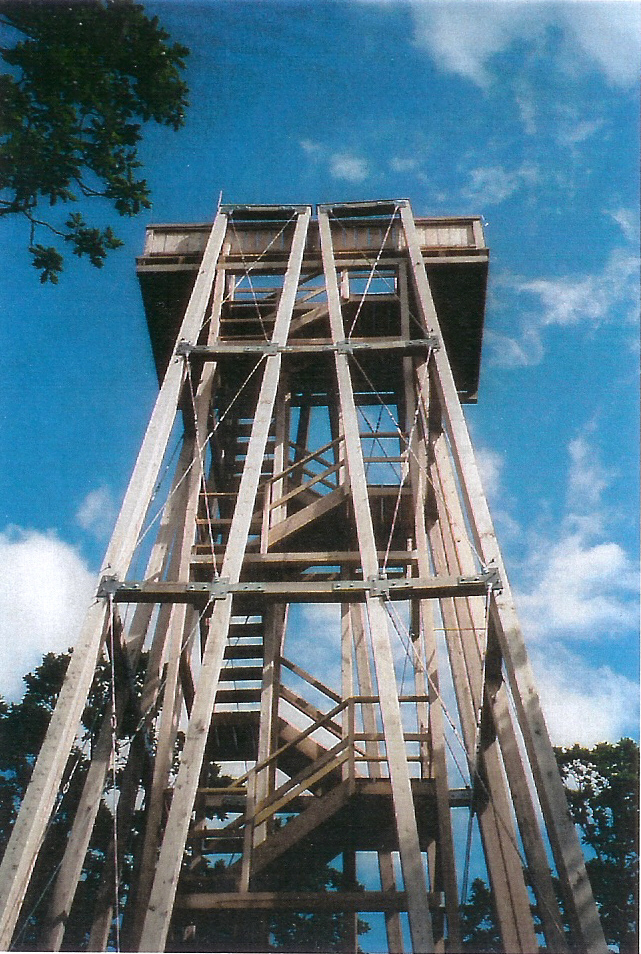
Gfiederwarte

### Kapellen
- Die Kalvarienbergkapelle ist die älteste Kapelle in Pottschach. Sie wurde 1709 von Maria Anna von Geyersberg gestiftet. Sie befindet sich am Ende des Kreuzweges in Pottschach am Kalvarienberg.
- Annakapelle – Diese Kapelle wurde 1775 am Ortsende von Pottschach, im Neudörfl, erbaut. Hier wird jedes Jahr die Palmweihe abgehalten.
- Holzwegkapelle – 1828 von der Familie Niederl erbaut.

### Gfiederwarte
Am Gipfel des Gfieders, einem 609 m hohen Berg in Pottschach, befindet sich eine Aussichtswarte mit Sicht bis zum Neusiedler See. In der Nähe ist einer der ältesten Bäume Österreichs, der Vierbrüderbaum.

### Friedhof
Früher befand sich der Friedhof um die Kirche herum. Heute liegt der Friedhof am Fuße des Kalvarienberges.

### Kriegsgräberanlage (Russenfriedhof)
Neben der Franz Samwald-Straße befindet sich eine Kriegsgräberanlage der ehemaligen Sowjetarmee, die im Volksmund auch „Russenfriedhof“ genannt wird.
Im Winter 1945/46 wurde unter der Leitung eines sowjetischen Offiziers dieser Friedhof nahe der damaligen Ternitzer Straße (heute Franz-Samwald-Straße) bei der Abzweigung Wimpassing errichtet. Zur Arbeit wurden von den Besatzungsbehörden als Nationalsozialisten eingestufte Personen herangezogen, die von sowjetischen Soldaten bei der Arbeit beaufsichtigt wurden.
Am 13. April 1946, dem 1. Jahrestag des Einmarsches der Roten Armee, fand die feierliche Eröffnung des 22 a großen Soldatenfriedhofs statt. An der Eröffnung nahmen viele sowjetische Offiziere, darunter der in Pottschach stationierte General Zwjeitkow teil. Hier sind 236 in der Region gefallene sowjetische Soldaten bestattet.
Am 30. Januar 1948 erhielt die damalige Gemeinde Pottschach die Obhut über den Friedhof.

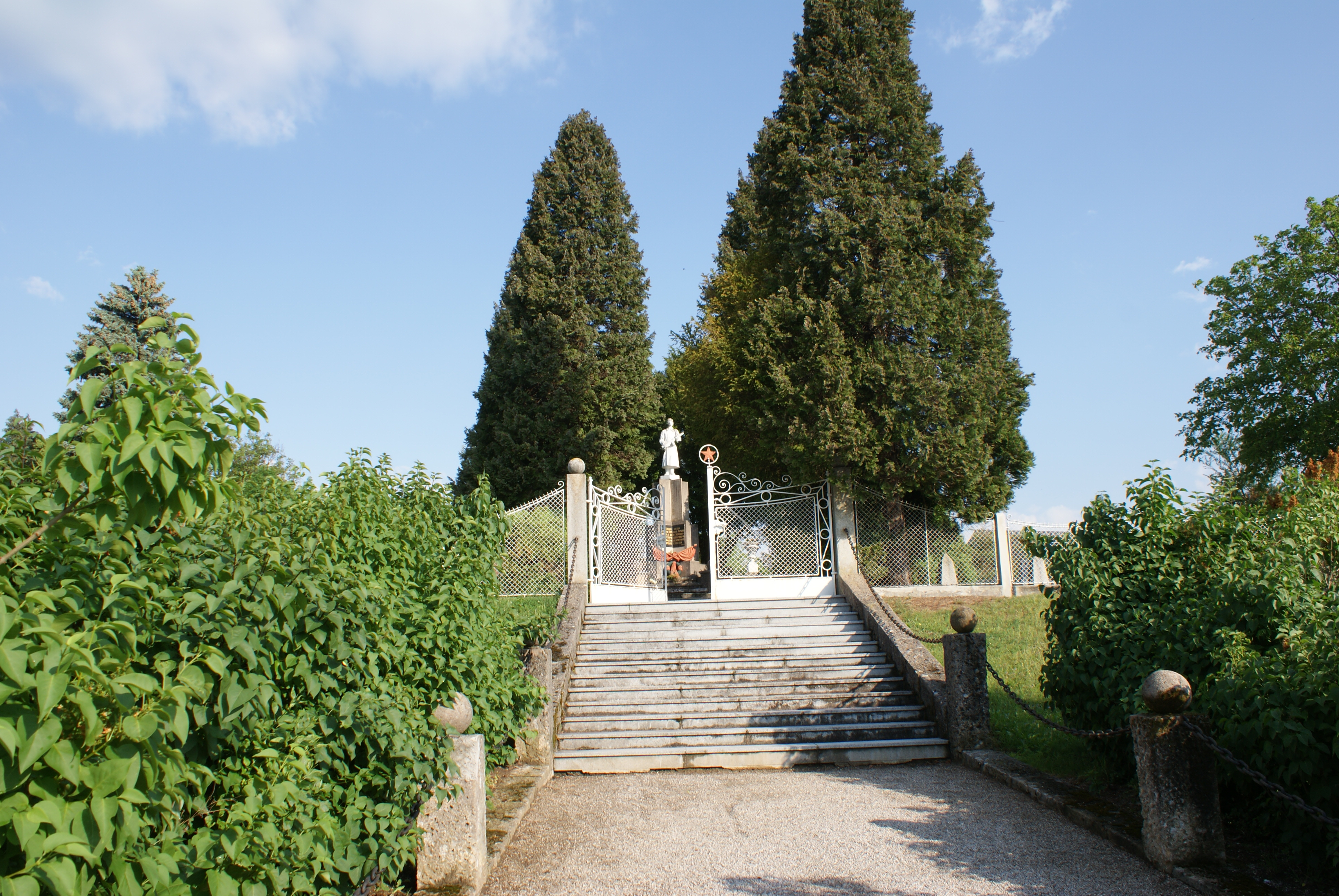
Kriegsgräberanlage Pottschach (Russenfriedhof)

## Wirtschaft und Infrastruktur

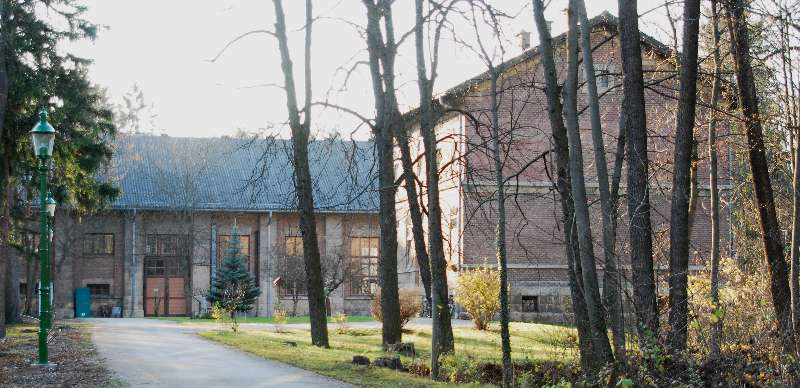
Pumpwerk Pottschach

- Pumpwerk Pottschach der I. Wiener Hochquellenwasserleitung

## Schienenverkehr

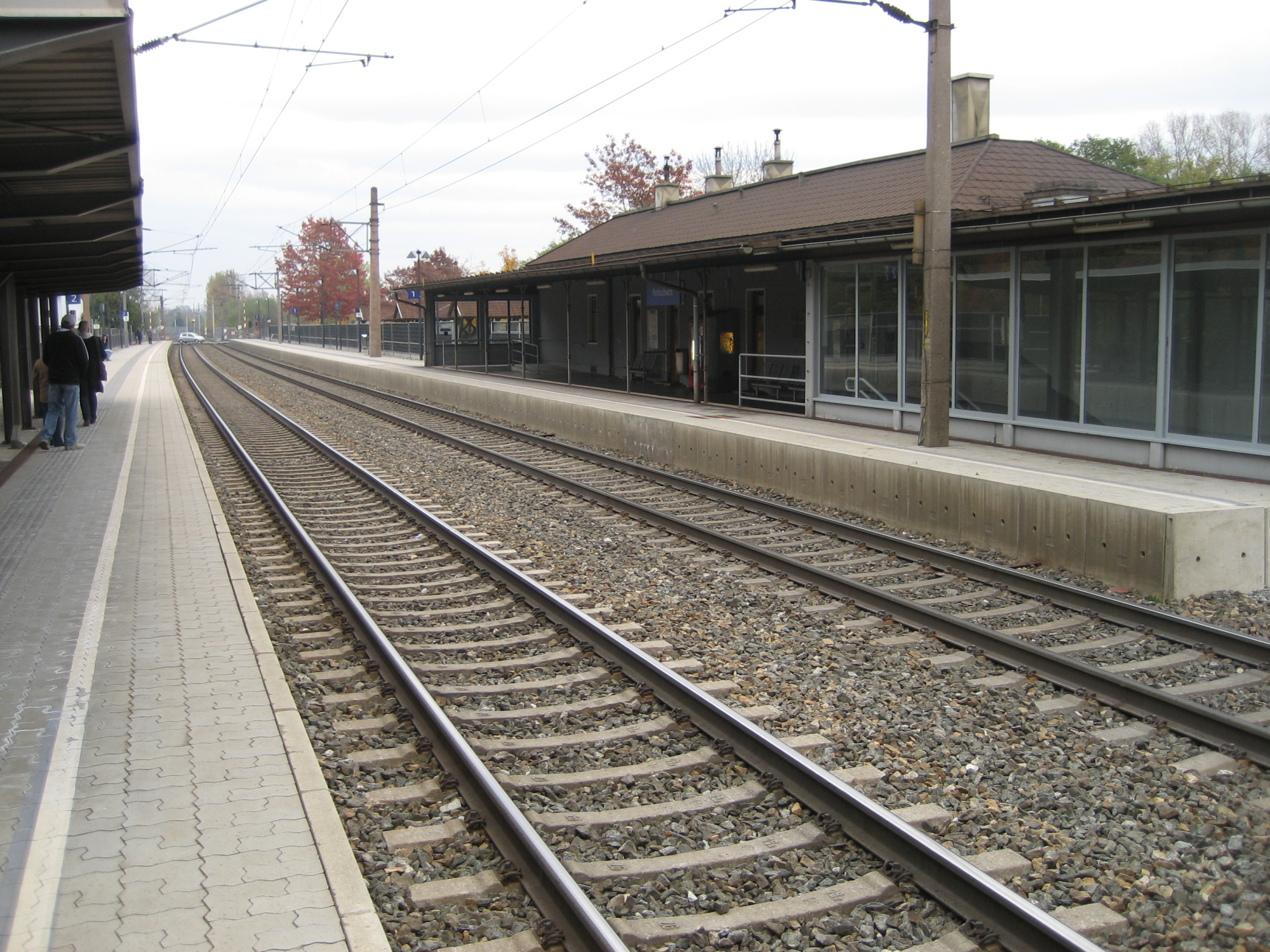
Die Haltestelle Pottschach

Pottschach ist mit der Haltestelle Pottschach seit 1842 an die Südbahn angeschlossen, die ausschließlich von Regionalzügen in Richtung Payerbach-Reichenau und Wien angefahren wird.
Aktuell wurde mit dem Abriss des alten Bahnhofgebäudes begonnen, da die Haltestelle modernisiert wird.

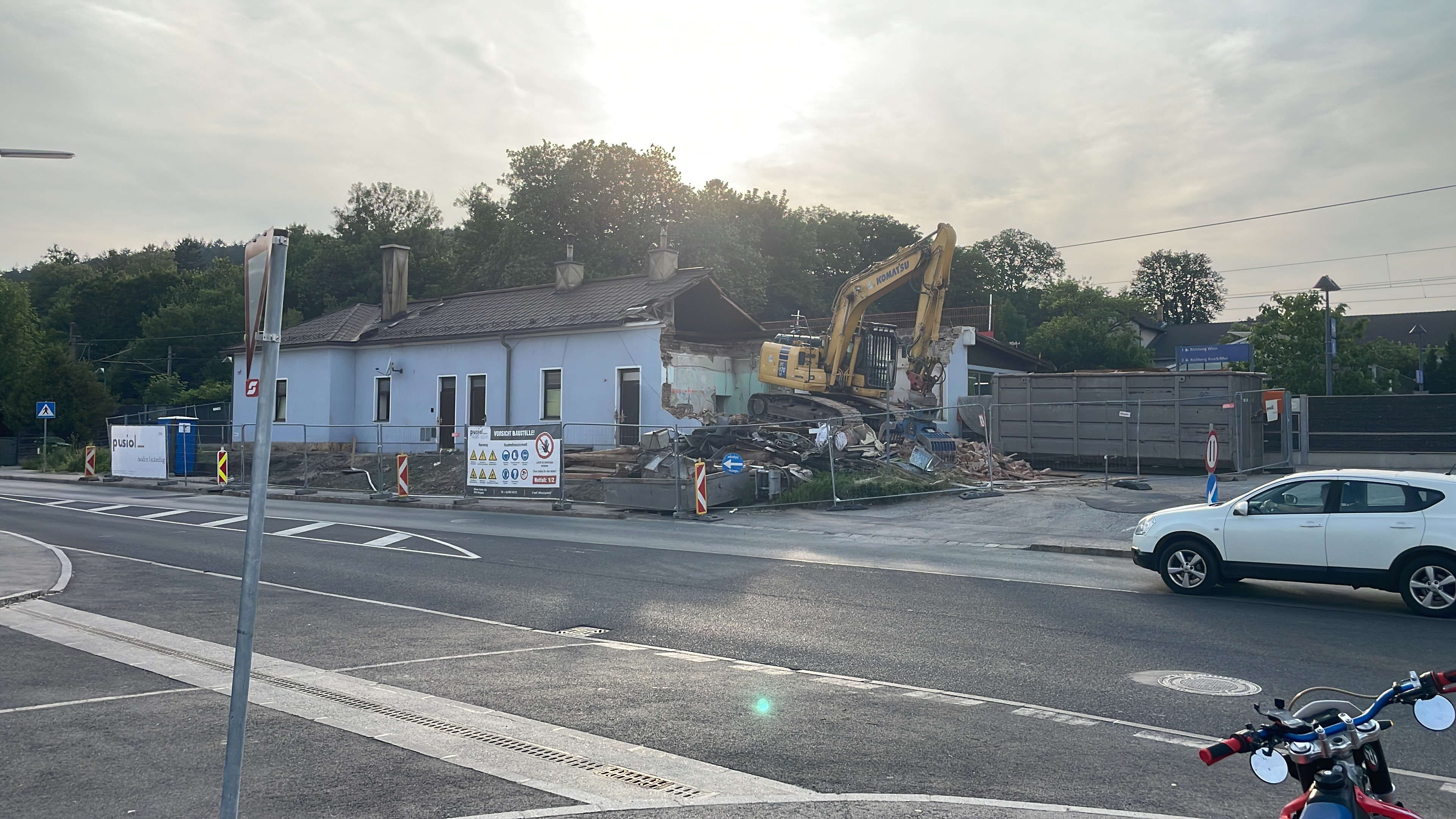
Bauarbeiten an der Haltestelle Pottschach Sommer 2023

## Sport

### Fußball
- Seit 1920 gibt es den Fußballklub „SVSF Pottschach“ (Sportverein Sportfreunde Pottschach).

### Stocksport
- 1. ESV Pottschach
- EK Elite Pottschach
- ESK Eintracht Pottschach
- ESV Einigkeit
- SG Eiskristall

### Tennis
- 1. TC Pottschach

### Turnen
- ATUS Pottschach

## Söhne des Ortes
- Robert Hammerstiel (1933–2020), Maler, Grafiker und Holzschneider
- Rudolf Steiner (1861–1925), lebte in seiner Jugend teilweise Pottschach, weil sein Vater hier als Eisenbahnbeamter tätig war
- Alfons Haider (* 1957), lebte in seiner Jugend für einige Zeit in der Siedlung III
- Helmut A. Gansterer (* 1946), Journalist, Herausgeber und Autor
- Peter Kraus (* 1986) lebte in seiner Jugend in Pottschach und besuchte die Volksschule Pottschach[2]
- Franz Samwald (1931–1995) SPÖ-Bezirksparteisekretär, Bürgermeister und Abgeordneter zum Nationalrat